# William Fox (productor)
William Fox (Tolcsva, Hungría; 1 de enero de 1879-Nueva York, 8 de mayo de 1952), cuyo verdadero nombre era Wilhelm Fuchs, fue un productor, exhibidor y distribuidor de películas de cine estadounidense de origen judeo-húngaro. Es el creador de Fox Film Corporation, una de las empresas antecesoras de los 20th Century Studios.

## Biografía
William nació en Tolcsva, Hungría, y originalmente se llamó Wilhem Fuchs. Sus padres, Michael Fuchs y Hannah Fried, eran judíos húngaros. La familia emigró a los Estados Unidos cuando William tenía nueve meses y se estableció en la ciudad de Nueva York, donde tuvieron doce hijos más, de los cuales solo sobrevivieron seis. Ya establecido en el país, Wilhem sería conocido como William Fox, nombre legal que usaría hasta su muerte. William una vez vendió dulces en Central Park, trabajó como vendedor de periódicos y trabajó en la industria de las pieles y la confección cuando era joven.

## Trayectoria
Trabajó como vendedor de periódicos o diariero y en el ramo de la confección de prendas.
En Nueva York vio un local llamado "Automat", con máquinas de entretenimiento (entre ellas kinetoscopios), que lo movió a comprar un establecimiento de ese género. Adquirió uno en el 700 de Broadway, en Brooklyn en 1903, transformó las viviendas de la parte superior del edificio en una sala de proyección de películas, un nickelodeon, cuya salida daba al local de las máquinas, pensando en que los espectadores gastaran algunas monedas antes de irse. Entró así en el negocio de exhibición de las películas, con 26 años. Invirtió la suma de 1.600 dólares que tenía ahorrados. A su lado, desde el principio estuvo su esposa Eva. Para atraer al público ofrecía representaciones teatrales en vivo también, pero, conforme fue fidelizando al público, dejó el teatro en vivo.
En 1908 puso un pleito al trust de las patentes fílmicas por 600.000 dólares, llegó a un acuerdo por 350.000 para cerrar el caso, esta demanda acabó con el monopolio de la Motion Picture Patents Company.
Con el dinero que llevaba ganado, en 1913, Fox creó dos compañías hermanas la Greater New York Film Rental, para la distribución de películas europeas que importaba, y la Fox Office Attractions Company, para producir películas. 
Los primeros estudios de Fox estuvieron en Fort Lee en Nueva Jersey. En el periodo del cine mudo en que Fox desarrolló su carrera, el cine aún no tenía el prestigio que tiene hoy. Aunque se respetaba la calidad artística de las películas, éstas no eran consideradas como frutos de lo que hoy conocemos como séptimo arte, sino que eran un producto más. Como tales se producían, en serie, sin demasiado tiempo produciéndolas, como quien hace galletas. Esto explica, en parte, las abultadas filmografías de los actores y técnicos de la época.
Aunque Fox era un hombre de poca paciencia, difícil de tratar, era un productor apreciado por los exhibidores que ganaban dinero con sus películas. De hecho, el imperio de exhibición nació, porque con sus primeras salas, Fox descubrió que se ganaba más dinero difundiéndolas que produciéndolas. Antes del colapso de la bolsa de 1929, Fox poseía unas 800 salas de exhibición y el activo de su imperio, sólo como exhibidor, ascendía a la inmensa cifra de quinientos millones de dólares.
En 1914, Fox contrató a un joven director teatral J. Gordon Edwards y lo envió a Europa, para que estudiase como se realizaban allí las películas de calidad. A su regreso, además de dirigir para él, este cineasta se convertiría en el principal supervisor de producción de la nueva Fox Film Corporation, fundada por William Fox en 1915, tras fusionar las dos empresas anteriores.
Ese mismo año, contrató a la actriz Theda Bara. Se convertiría en la primera mujer fatal, o vamp, del cine (en A fool there was) y en la primera gran estrella de la Fox, muchas de las películas que protagonizó fueron dirigidas por Edwards. 
Otra estrella que reportó grandes ingresos a la Fox fue el actor/cowboy Tom Mix, contratado en 1916.
Fox, como otros productores, agobiado por la presión que ejercía la productora de Thomas Alva Edison, dueña de muchas de las patentes de los equipos de grabación, trasladó la producción de la costa este a Hollywood en 1916, construyendo un estudio entre Sunset Boulevard y Western Street (en 1915 ya había producido una película en Los Ángeles). El oeste ofrecía tres ventajas: estaba lejos de la mirada de Edison, había un clima propicio todo el año (permitía rodar más días) y se podía comprar grandes extensiones de terreno a bajo precio.
En 1920 tenía oficinas de distribución por todo el mundo y su cadena de salas seguía expandiéndose, a finales de la década la cadena Fox poseía salas en casi todas las grandes ciudades al oeste de las Montañas Rocosas.
A finales de 1925, su cuñado Jack Leo, lo llevó a una sala de proyección y le mostró una película en la que había un canario cantando y un hombre chino que también cantaba. Había llegado el sonido óptico, grabado en el propio negativo de la película. 
El año siguiente, en 1926, por un millón de dólares, Fox compró la patente de un sistema denominado Movietone. Aún tendría que invertir otros seis millones para desarrollar el sistema de sonido y poder acoplarlo a sus películas. Para ello, Fox adquirió unos estudios entre la Calle 54 y la Décima Avenida (que dedicaría exclusivamente a la investigación de la sonorización). 
Fox perdió la carrera del sonido ya que la Warner Bros. Pictures fue la primera en estrenar un film sonoro (El cantor de jazz). No obstante, Fox logró minimizar este hecho cuando creó la Fox Movietone News, el primer sistema de noticiarios hablados. Antecedente de los actuales informativos y muy parecido a lo que en España fueron los NODOS. Estos informativos, ofrecidos como un cortometraje antes de la película fueron todo un éxito. Fox, vista la respuesta del público, envió cámaras por todo el mundo y, muchas veces, la gente estaba más interesada en el noticiario (generalmente, de corte sensacionalista), que en la propia película.
En 1927, Fox contrató a un insigne director alemán Friedrich Wilhelm Murnau, siendo el primer productor que promovía la contratación de directores europeos.
Cuando la industria cinematográfica aún no se había repuesto del desembolso que había supuesto cambiar del cine mudo al sonoro, en 1928 Fox lanzó un nuevo formato de pantalla, mucho más grande que el estándar utilizado en aquellos momentos. El sistema se llama Grandeur y fue comercializado por una nueva empresa creada a tal efecto: la Fox Grandeur Corporation.
Algunos competidores como David Sarnoff, presidente de la RCA, y Adolph Zukor, el presidente de la Paramount Pictures, fueron hablar con él antes de que lanzará este producto al mercado, advirtiéndole de que iba a hundir a muchas compañías que no podrían afrontar este nuevo gasto. William Fox lo desoyó y su empeño le creó numerosos enemigos dentro de la industria.
Las cosas se pusieron feas para Fox un año más tarde, cuando la American Telephone and Telegraph Company reclamó judicialmente las patentes de todos los sistemas de sonorización existentes, incluyendo el movitone, pues consideraba que estaba bajo el paraguas de la patente previa que ella tenía en su poder.
Al mismo tiempo se enredó en una fusión con otra empresa, la Loew's Inc., para la que empeño más de 70 millones de dólares, en parte suyos, en parte, prestados por bancos.
Ambas cosas salieron mal. Aunque el juez permitió a Fox conservar los noticiarios de Movitone, para usar sonido en las películas debía pagar los derechos de patente y, al mismo tiempo, por interés general, los técnicos de Bell accederían a sus laboratorios para estudiar el modo en que el sonido era producido. Aunque Fox mantuvo ingresos, perdió el secreto.

## Últimos años de vida
Por otro lado, la anhelada fusión con la Loew's Inc.  no fue aprobada por las autoridades competentes y antes de que Fox, pudiera reaccionar y devolver los préstamos se produce el crack bursátil de 1929 y Fox, queda prácticamente arruinado y se ve obligado a vender los derechos que el juez le había concedido a la American Telegraph.
Gracias a las salas de exhibición pudo mantenerse un tiempo a flote, pero fue breve. Conforme la Gran Depresión se fue dejando sentir en los estadounidenses, la gente dejó de acudir al cine y Fox entró en bancarrota. 
Antes, de perderlo todo, dejó que su compañía fuese absorbida, en 1935, por la Twentieth Century Pictures de Darryl F. Zanuck. Nació así una nueva empresa la 20th Century Fox. En esta nueva empresa William Fox ya no tenía ningún control y hubo de abandonarla.
En el proceso que se abrió para delimitar las responsabilidades de Fox en esta bancarrota, Fox intentó sobornar al juez que instruía el caso. Fue condenado, por ello, a un año de prisión.
Cuando en 1943 fue liberado, no encontró el respaldo de nadie en California, por lo que se trasladó a Nueva York y tuvo que dedicarse a otros menesteres.
Murió el 8 de mayo de 1952. Nadie del mundo del cine fue a su entierro. Sin embargo, hoy se le reconoce como uno de los pioneros y como un hombre con gran visión de futuro.